# Armenië op de Olympische Zomerspelen 2004
Armenië nam deel aan de Olympische Zomerspelen 2004 in Athene, Griekenland. Het was de derde Armeense deelname aan de Zomerspelen en voor het eerst werd geen medaille gewonnen.

## Deelnemers en resultaten
(m) = mannen, (v) = vrouwen 

### Atletiek
| Olympiër          | Discipline            | Resultaat | Prestatie                            |
| ----------------- | --------------------- | --------- | ------------------------------------ |
| Armen Martirosyan | hink-stapspringen (m) | 43e       | kwalificatie groep A: 19e met 15,05m |
|                   |                       |           |                                      |
| Anna Nasilyan     | 100m (v)              | 50e       | serie 8: 6e in 12,29                 |

### Boksen
| Olympiër           | Discipline | Resultaat | Prestatie                                                                                              |
| ------------------ | ---------- | --------- | --- |
| Aleksan Nalbandyan | -48kg (m)  | 5e        | 1e ronde: W van FRA Asloum: 27-20 2e ronde: W van IRI Ali: 24-11 kwartfinale: V van CHN Shiming: 12-21 |

### Gewichtheffen
| Olympiër                  | Discipline | Resultaat | Prestatie                                                    |
| ------------------------- | ---------- | --------- | ------------------------------------------------------------ |
| Armen Ghazaryan           | -62kg (m)  | 4e        | trekken: 5e met 135kg stoten: 4e met 160kg totaal: 295kg     |
| Gevorg Aleksanyan         | -77kg (m)  | DNF       | trekken: 5e met 162,5kg stoten: niet gefinisht               |
| Tigran Vardan Martirosyan | -85kg (m)  | 7e        | trekken: 6e met 167,5kg stoten: 5e met 200kg totaal: 367,5kg |
| Ashot Danielyan           | +105kg (m) | DNF       | trekken: niet gefinisht                                      |

### Judo
| Olympiër       | Discipline | Resultaat | Prestatie |
| -------------- | ---------- | --------- | --- |
| Armen Nazarjan | -60kg (m)  | 13e       | 1e ronde: vrij 2e ronde: W van BRA Lee: waza-ari 3e ronde: V van IRI Haji Akhondzadeh: yuko herkansingen: W van CMR Cameroun: ippon |

### Schietsport
| Olympiër          | Discipline           | Resultaat | Prestatie                                                                       |
| ----------------- | -------------------- | --------- | ------------------------------------------------------------------------------- |
| Norayr Bakhtamyan | 50m pistool (m)      | 4e        | kwalificatie: 4e met 564 punten (91-96-94-96-93-94) finale: 4e met 654,8 punten |
| Norayr Bakhtamyan | 10m luchtpistool (m) | 7e        | kwalificatie: 6e met 582 punten (98-98-96-95-96-99) finale: 7e met 681,9 punten |

### Tennis
| Olympiër        | Discipline    | Resultaat | Prestatie                              |
| --------------- | ------------- | --------- | -------------------------------------- |
| Sargis Sargsian | enkelspel (m) | 33e       | 1e ronde: V van CRO Ljubičić: 3-6, 2-6 |

### Worstelen
| Olympiër             | Discipline  | Resultaat   | Prestatie                                                                        |
| Vrije stijl          | Vrije stijl | Vrije stijl | Vrije stijl                                                                      |
| -------------------- | ----------- | ----------- | -------------------------------------------------------------------------------- |
| Martin Berberyan     | -55kg (m)   | 11e         | groep 7: 3e W van TUR Doğan: 3-1 W van PRK Song-nam: 3-1 V van GRE Kardanov: 1-3 |
| Zhirayr Hovhannisyan | -66kg (m)   | 11e         | groep 3: 2e W van GRE Taskoudis: 3-1 V van IND Kumar: 1-3                        |
| Arayik Gevorgyan     | -74kg (m)   | 8e          | groep 3: 2e W van GBR Ackerman: 3-1 V van KAZ Laliyev: 0-5                       |
| Mahmed Aghaev        | -84kg (m)   | 22e         | groep 5: 3e V van UKR Danko: 0-5 V van TUR Yavaşer: 0-5                          |
| Grieks-Romeins       |             |             |                                                                                  |
| Vaghinak Galstyan    | -66kg (m)   | 8e          | groep 1: 3e W van RUS Semyonov: 3-1 V van SWE Samuelsson: 1-3                    |
| Levon Geghamyan      | -84kg (m)   | 8e          | groep 1: 2e V van BLR Makaranka: 0-3 W van ITA Minguzzi: 4-0                     |
| Haykaz Galstyan      | -120kg (m)  | 8e          | groep 1: 2e V van FRA Szczepaniak: 1-3 W van VEN Barreno: 3-1                    |

### Zwemmen
| Olympiër          | Discipline          | Resultaat | Prestatie              |
| ----------------- | ------------------- | --------- | ---------------------- |
| Varduhi Avetisyan | 100m schoolslag (v) | 42e       | serie 1: 2e in 1.18,87 |

Afghanistan · Albanië · Algerije · Amerikaanse Maagdeneilanden · Amerikaans-Samoa · Andorra · Angola · Antigua en Barbuda · Argentinië · Armenië · Aruba · Australië · Azerbeidzjan · Bahama's · Bahrein · Bangladesh · Barbados · België · Belize · Benin · Bermuda · Bhutan · Bolivia · Bosnië en Herzegovina · Botswana · Brazilië · Britse Maagdeneilanden · Brunei · Bulgarije · Burkina Faso · Burundi · Cambodja · Canada · Centraal-Afrikaanse Republiek · Chili · China · Chinees Taipei · Colombia · Comoren · Congo-Brazzaville · Congo-Kinshasa · Cookeilanden · Costa Rica · Cuba · Cyprus · Denemarken · Djibouti · Dominica · Dominicaanse Republiek · Duitsland · Ecuador · Egypte · El Salvador · Equatoriaal-Guinea · Eritrea · Estland · Ethiopië · Fiji · Filipijnen · Finland · Frankrijk · Gabon · Gambia · Georgië · Ghana · Grenada · Griekenland · Groot-Brittannië · Guam · Guatemala · Guinee · Guinee‑Bissau · Guyana · Haïti · Honduras · Hongarije · Hongkong · Ierland · IJsland · India · Indonesië · Irak · Iran · Israël · Italië · Ivoorkust · Jamaica · Japan · Jemen · Jordanië · Kaaimaneilanden · Kaapverdië · Kameroen · Kazachstan · Kenia · Kirgizië · Kiribati · Koeweit · Kroatië · Laos · Lesotho · Letland · Libanon · Liberia · Libië · Liechtenstein · Litouwen · Luxemburg · Macedonië · Madagaskar · Malawi · Malediven · Maleisië · Mali · Malta · Marokko · Mauritanië · Mauritius · Mexico · Micronesië · Moldavië · Monaco · Mongolië · Mozambique · Myanmar · Namibië · Nauru · Nederland · Nederlandse Antillen · Nepal · Nicaragua · Nieuw-Zeeland · Niger · Nigeria · Noord-Korea · Noorwegen · Oeganda · Oekraïne · Oezbekistan · Oman · Oostenrijk · Oost‑Timor · Pakistan · Palau · Palestina · Panama · Papoea-Nieuw-Guinea · Paraguay · Peru · Polen · Portugal · Puerto Rico · Qatar · Roemenië · Rusland · Rwanda · Saint Kitts en Nevis · Saint Lucia · Saint Vincent en Grenadines · Salomonseilanden · Samoa · San Marino · Sao Tomé en Principe · Saoedi-Arabië · Senegal · Servië en Montenegro · Seychellen · Sierra Leone · Singapore · Slovenië · Slowakije · Soedan · Somalië · Spanje · Sri Lanka · Suriname · Swaziland · Syrië · Tadzjikistan · Tanzania · Thailand · Togo · Tonga · Trinidad en Tobago · Tsjaad · Tsjechië · Tunesië · Turkije · Turkmenistan · Uruguay · Vanuatu · Venezuela · Verenigde Arabische Emiraten · Verenigde Staten · Vietnam · Wit-Rusland · Zambia · Zimbabwe · Zuid-Afrika · Zuid-Korea · Zweden · Zwitserland